# Dina (portugiesische Sängerin)
Dina (* 18. Juni 1956 in Carregal do Sal, Viseu; † 11. April 2019 in Lissabon; eigentlich: Ondina Maria Farias Veloso) war eine portugiesische Pop-Rock-Sängerin.

## Leben und Wirken
Nach erfolglosen Teilnahmen beim Festival da Canção 1980 und 1982 gewann sie im Jahr 1992. Sie durfte daher beim Eurovision Song Contest 1992 in Malmö für ihr Land mit dem Popsong Amor d’Água Fresca antreten.
Trotz des 17. Platzes blieb sie in Portugal eine aktive Musikerin und war auch oft im Fernsehen zu erleben.

## Diskografie
Alben
- 1982: Dinamite
- 1991: Aqui e agora
- 1993: Guardado em mim
- 1997: Sentidos
- 2002: Guardado em mim 2002
- 2008: Da cor da vida